# Oficina federal de salud pública
La Oficina federal de salud pública (en francés: Office fédéral de la santé publique) es el departamento competente en materia de salud pública en Suiza. Depende del Departamento Federal del Interior y tiene su sede en Liebefeld (Köniz), a las afueras de Berna. Desde 2010, la Oficina federal de salud pública está dirigida por Anne Lévy.

## Competencias
La Oficina federal de salud pública es responsable de las siguientes materias :
- Epidemias y enfermedades infecciosas
- Drogas y prevención de las toxicomanías
- Seguridad alimentaria
- Protección radiológica y lucha contra la contaminación auditiva
- Evaluación y control de productos químicos y tóxicos
- Investigaciones sobre células madre y bioterrorismo
- Seguro de enfermedad y accidentes